# Ladislau Hosszú
Ladislau Hosszú (n. 1913, Șimleu Silvaniei, d. 6 martie 1983, Oradea) a fost ordinarius în Dieceza de Oradea Mare, vicar general și abate de Messzesmenti, paroh la Episcopia Bihor și Oradea 1968-1982.
După finalizarea studiilor teologice, a fost trimis să studieze în Italia, la Roma. Colegii de studii la Roma i-au fost, printre alții, Ópalotai János canonic, abate titular, din Oradea, Ladislaus Lékai, cardinal de Strigoniu. După doctoratul teologic la Roma, va reveni în România. În 1968, după moartea Monseniorului Francisc Bélteky, va prelua scaunul de Vicarius generali, Ordinar substitus al bisericii romano-catolice din Oradea. A slujit în parohia din Episcopia-Bihor (Oradea) la biserica Sfîntul Laurențiu, conducând și Ordinariatul de Oradea. A întreținut relații foarte bune și cu reprezentanții altor comunități religioase - Episcopul Vasile Coman, din partea Bisericii Ortodoxe Romane, ca și cu reprezentanți ai comunității evanghelice, reformate și mozaice.
A slujit și în Catedrala Romano-Catolică, (cu rit Latin). Catedrala se află între cele mai frumoase catedrale romano-catolice din Europa. Printre evenimentele importante la care a luat parte s-au numărat și participarea la 10 iunie 1981 a nunțiului apostolic Luiggi Poggi, arhiepiscop-diplomat de Vatican. Cu acea ocazie au concelebrat o slujbă, împreună cu toți preoți din dioceza Oradea. 
În anul 1982 a cerut să fie pensionat și a cedat scaunul de ordinar către Msgr. Dr. Daszkál István, noul ordinar al diocezei romano-catolice de Oradea. La 10 martie 1983 Monseniorul Hosszú a decedat, slujba de înmormântare având loc la Catedrala romano-catolică din Oradea, unde au participat Vasile Coman, episcop ortodox de Oradea, Coriolan Tămâian, conducătorul clandestin al episcopiei greco-catolice de Oradea, István Bagi, episcop auxiliar de Strigoniu, József Udvardi, episcop de Seghedin, Ioan Robu și Petru Gherghel din Iași, Lajos Bálint, episcop de Alba Iulia, Monsenior Dr. Daskál István, ordinar de Oradea și toți preoții din dioceza de Oradea. După slujba de înmormântare, sicriul a fost dus la Biserica Sfântul Laurențiu din Episcopia Bihor și așezat în biserică sub altarul dedicat lui Isus, conform cerinței răposatului.